# Dawes County

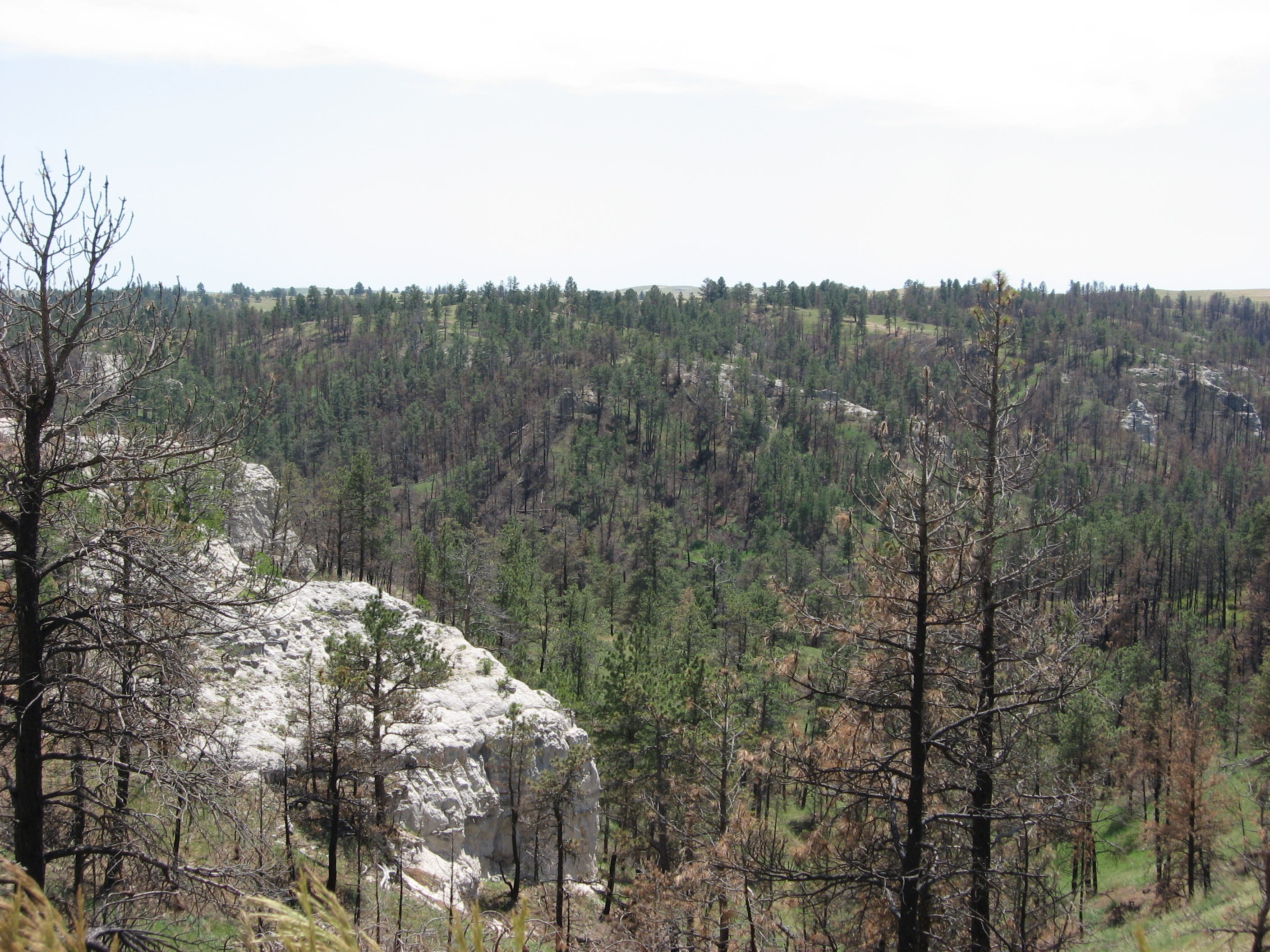
Pine Ridge National Recreation Area

Dawes County is een county in de Amerikaanse staat Nebraska en vernoemd naar James W. Dawes, gouverneur van de staat van 1883 tot 1887.
De county heeft een landoppervlakte van 3.616 km² en telt 9.060 inwoners (volkstelling 2000). De hoofdplaats is Chadron.